# Johannes Larsen (dokumentarfilm)
|  | Denne artikel er oprettet af botten Steenthbot ud fra en ekstern database. Den kan derfor have sproglige fejl eller mangler. Denne skabelon kan fjernes efter kontrol af indholdet. |

 For alternative betydninger, se Johannes Larsen (flertydig). (Se også artikler, som begynder med Johannes Larsen)
Johannes Larsen er en dansk dokumentarisk optagelse fra 1947.

## Handling
Filmen er optaget i anledning af maleren Johannes Larsens 80-års fødselsdag 27. dec. 1947. Johannes Larsen sidder i sin stue med sin skitseblok og tegner en blomst. Senere er han i gang med pensel ved sit staffeli, hvor han maler. Vi følger Johannes Larsen på en tur ned til Storebælt, hvor han sidder ved en robåd på stranden og prøver at finde et motiv, også gennem den medbragte kikkert. Ved hjemkomsten til sit hus, bliver han fulgt til dørs af sine perlehøns. I stuen sidder Johannes Larsen og samtaler, mens han nyder sin pibe.

## Medvirkende
- Johannes Larsen